# Kohama-jima
Kohama-jima (小浜島) est une île du Japon dans l'archipel Yaeyama en mer de Chine orientale. Elle fait partie du bourg de Taketomi dans la préfecture d'Okinawa.

## Géographie
Elle est située à environ 25 minutes de ferry de Ishigaki.

## Galerie

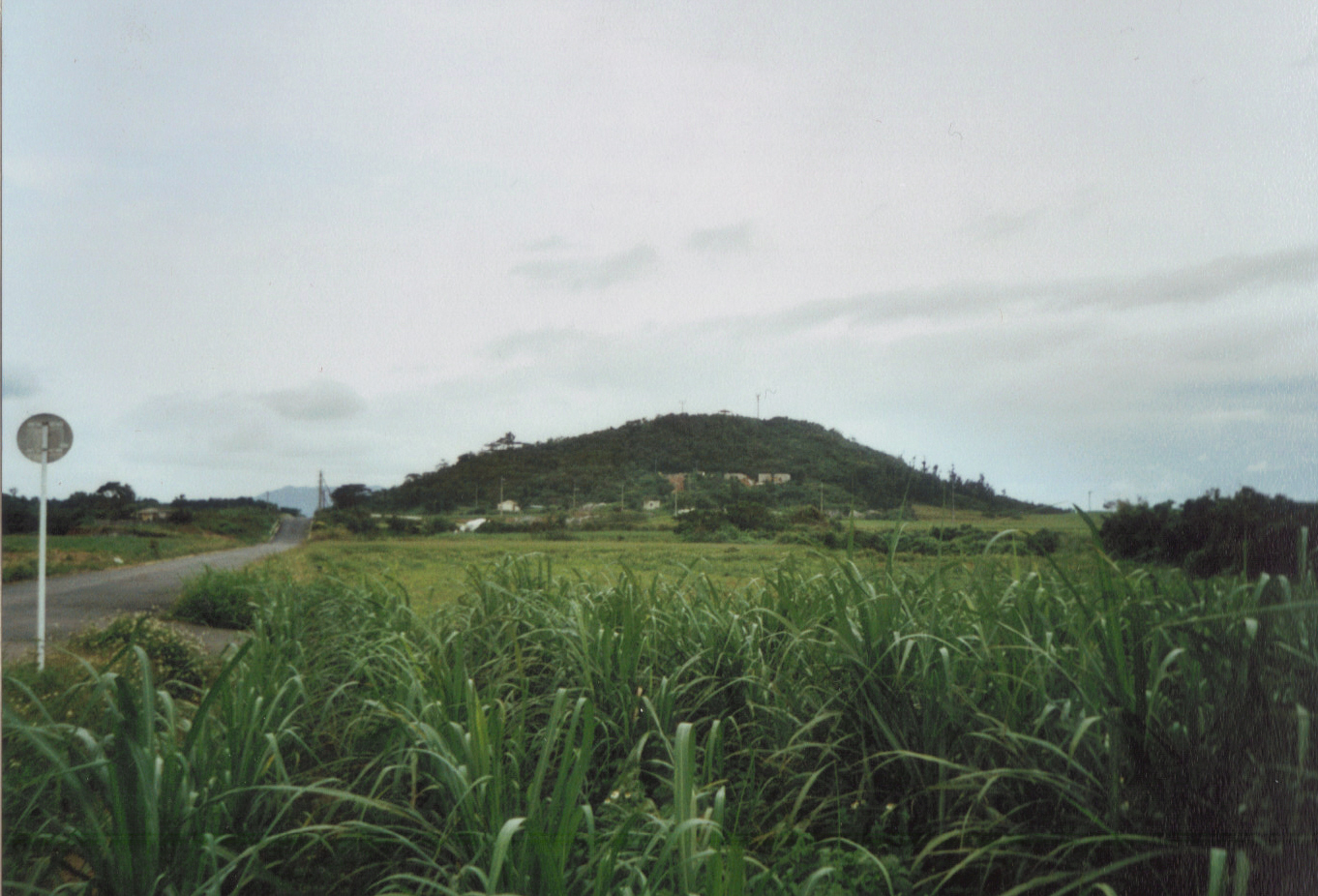
Vue du Mont Ufudaki
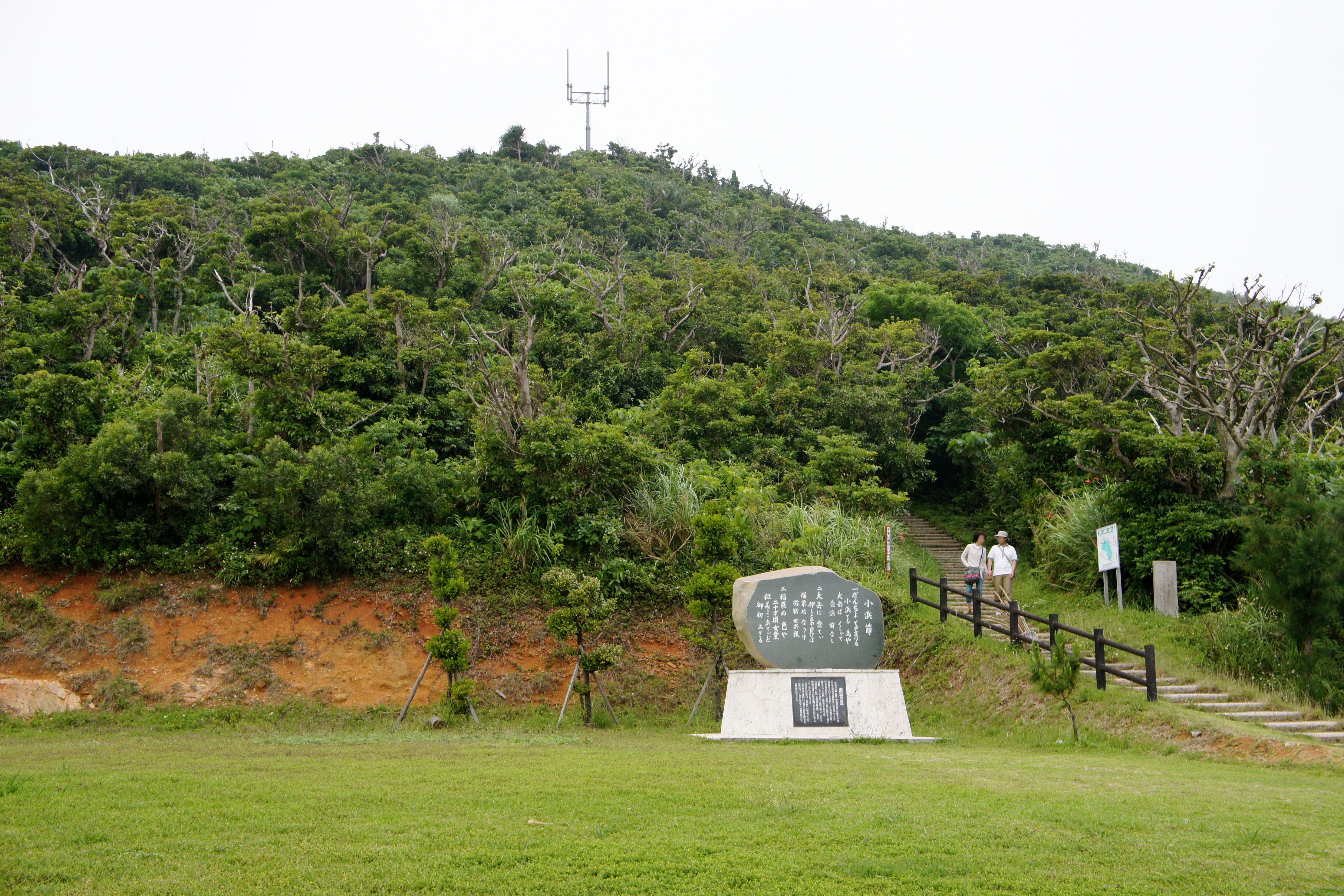
Le Mont Ufudaki
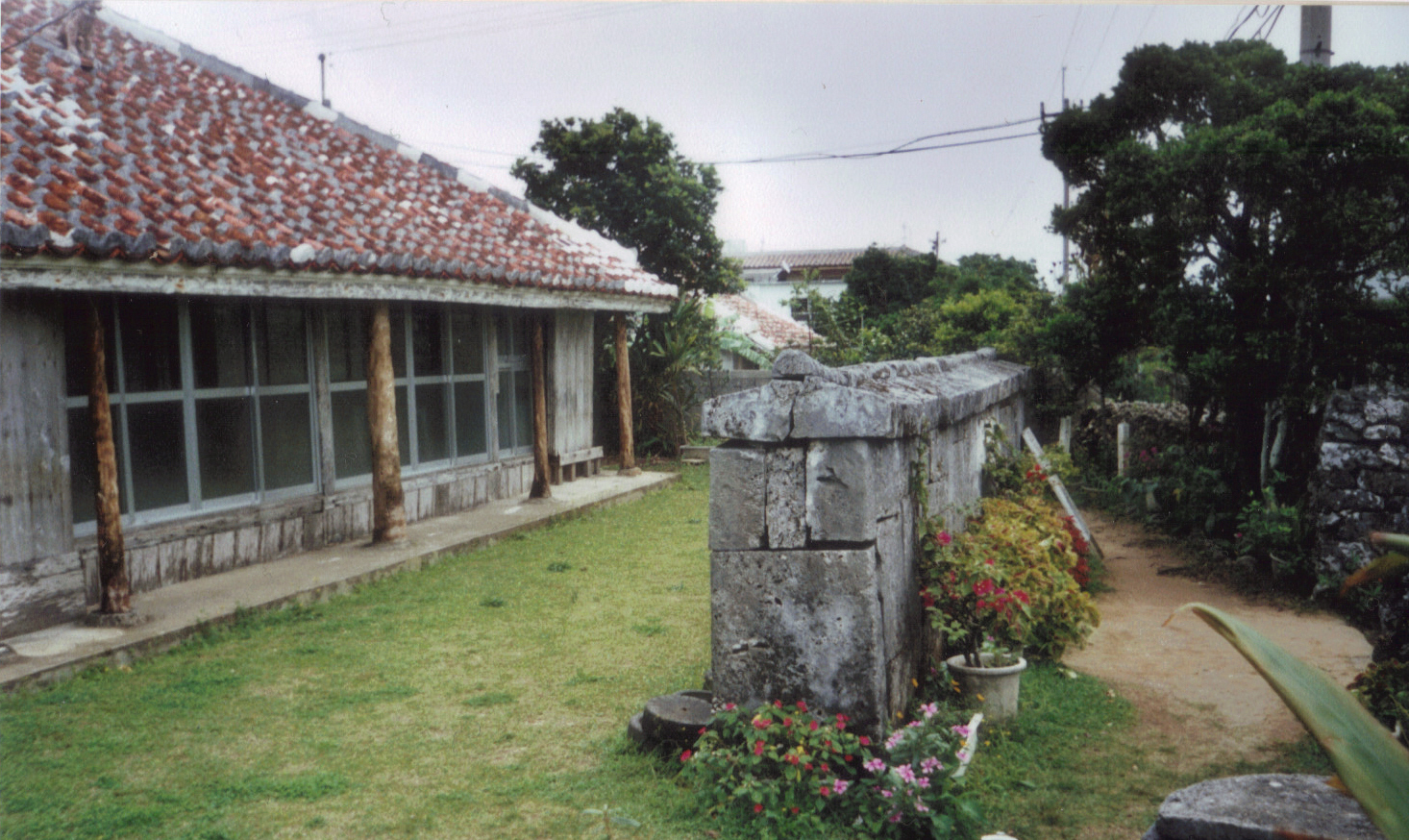
Habitation
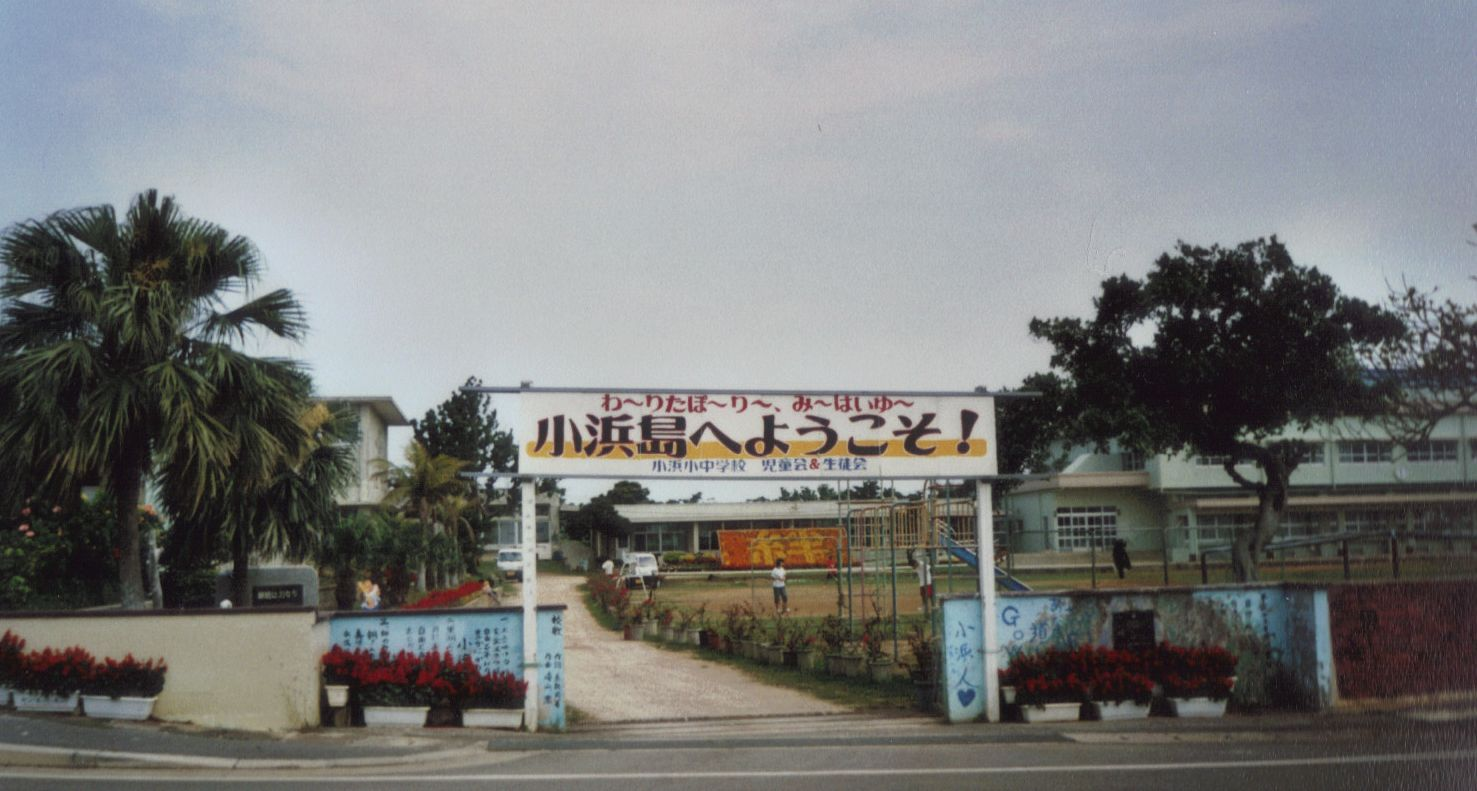
Rue du village
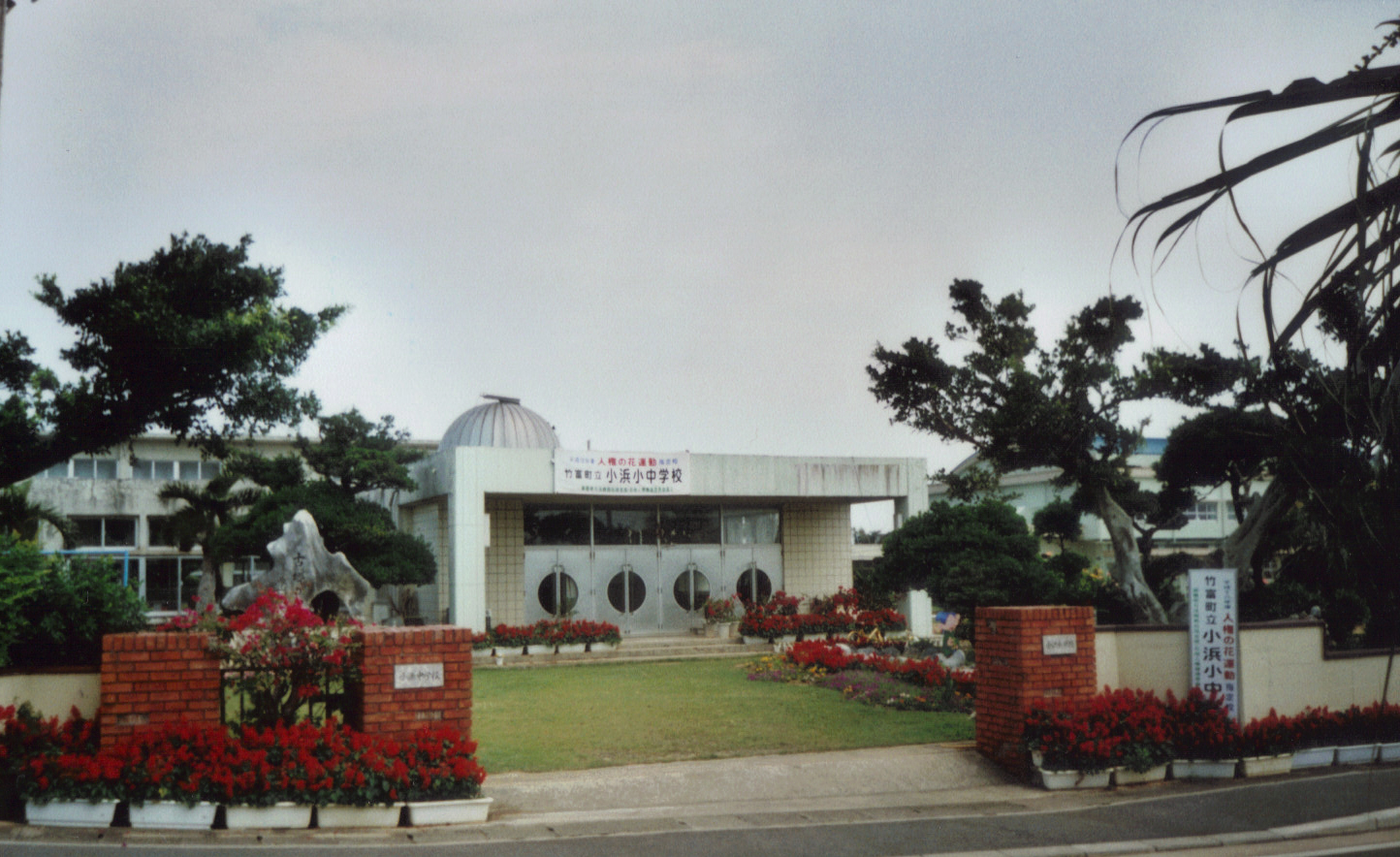
école
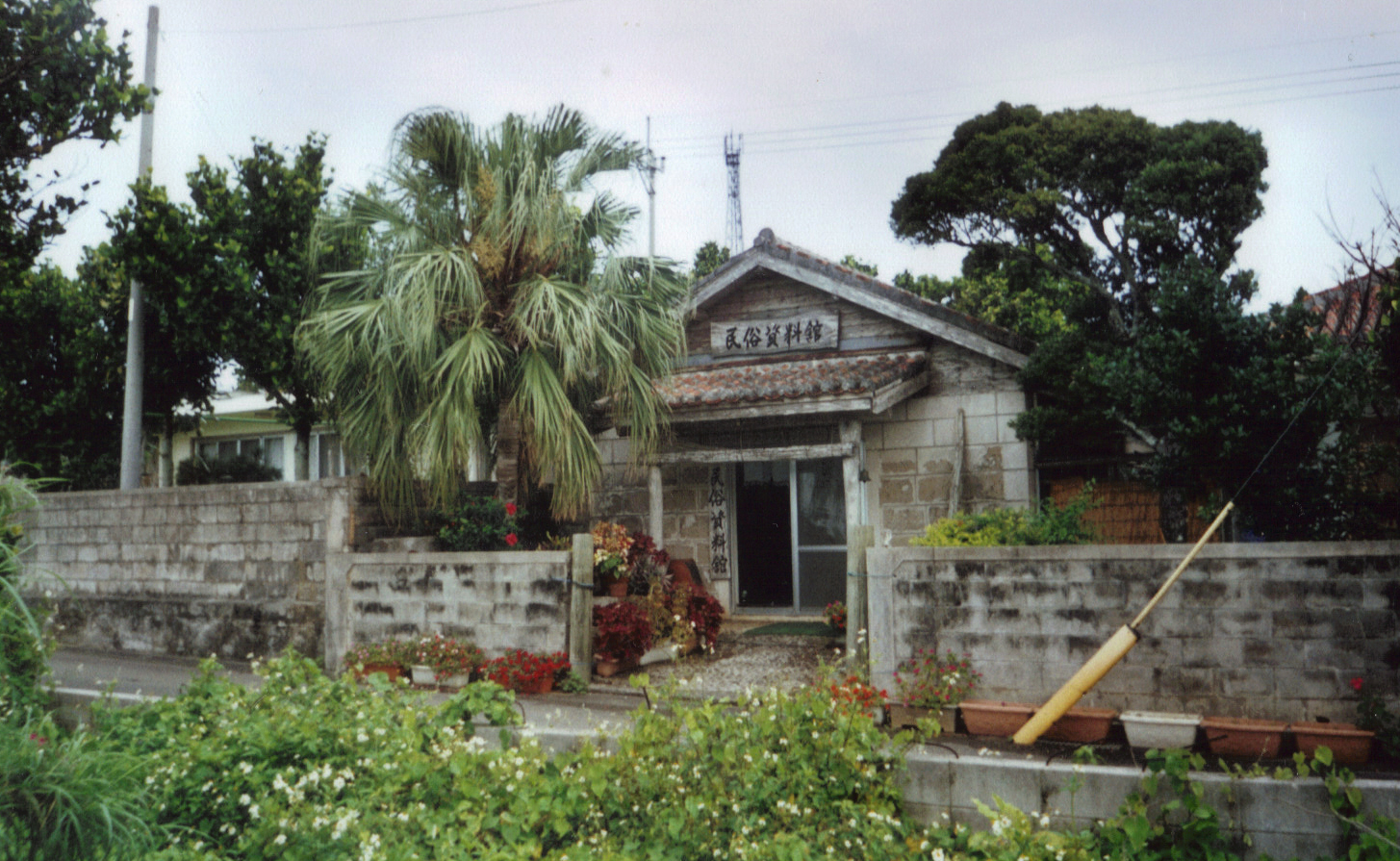
Musée
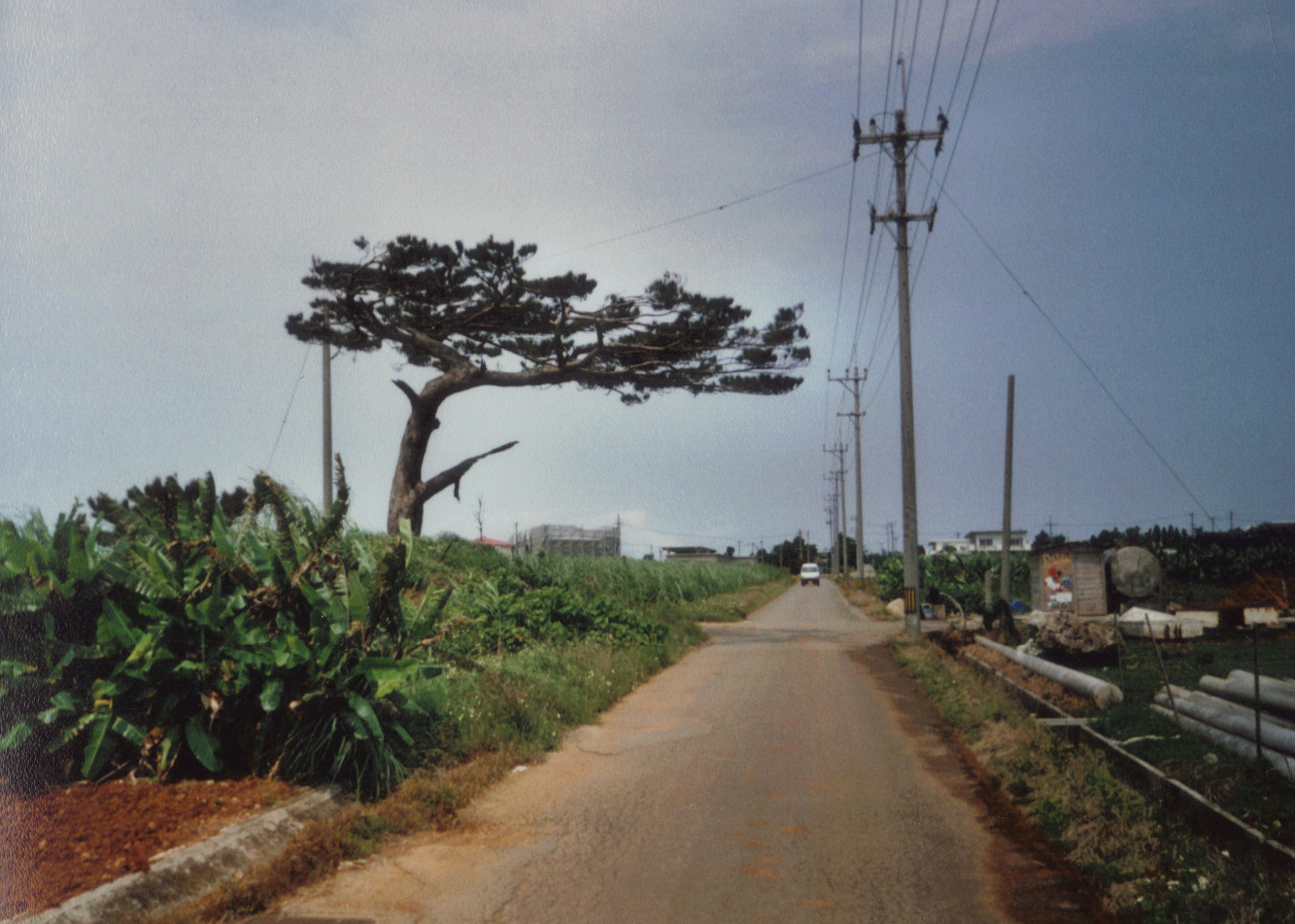
Laroute du sucre
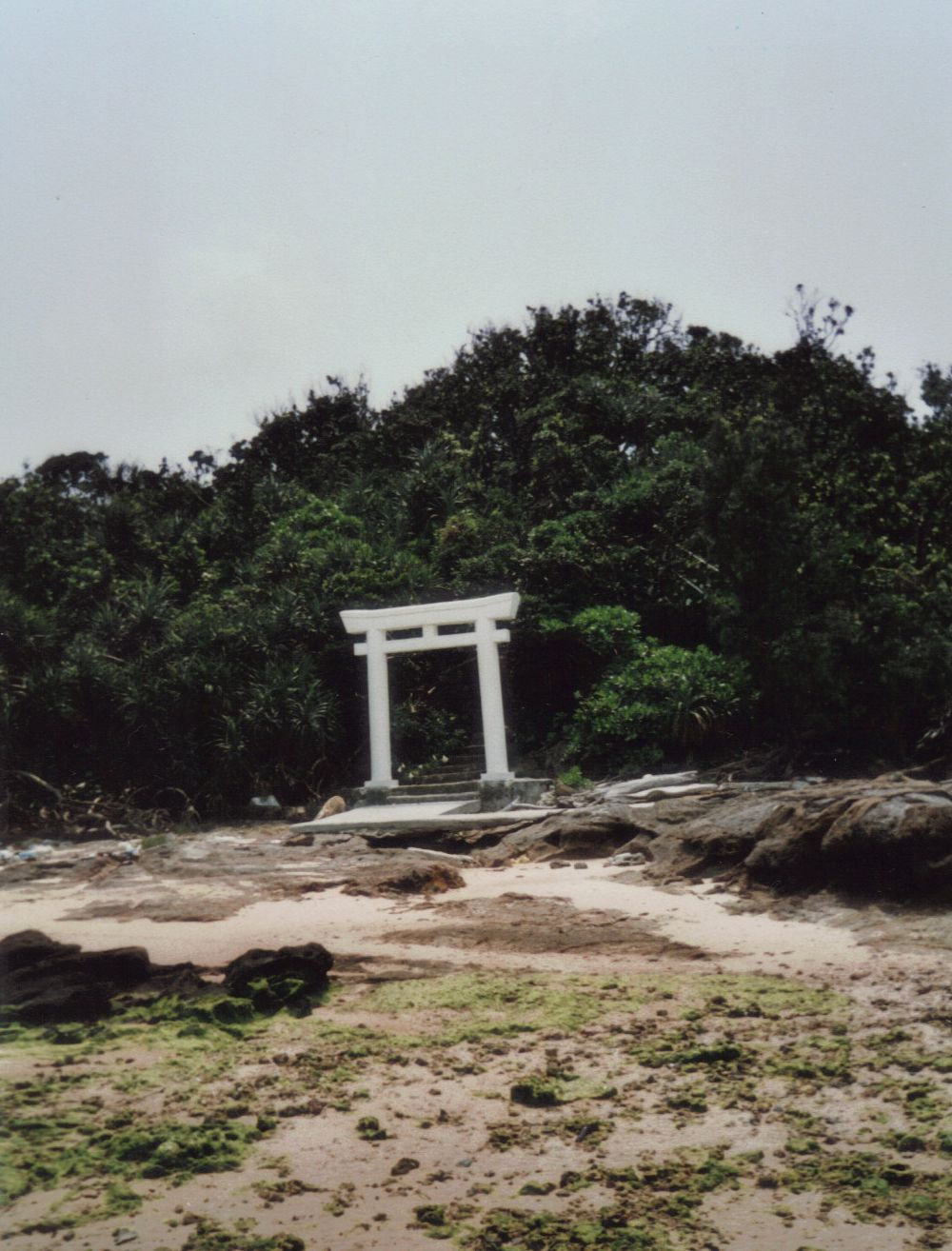
Tori sur une plage à l'est de Kohama-jima